# Грушки (Киев)
Грушки́ (укр. Грушки́) — историческая местность Киева. Расположена вдоль проспекта Победы между улицами Гарматной и Николая Василенко. 
В 1869 году городские власти Киева получили 14 участков земли на 6-й версте Брест-Литовского шоссе, которые были сданы в аренду. В 1871 году участки перешли во владение дворянина К. Грушко́  (откуда и название хутора). А в 1902 году эта территория (76 десятин) была передана военному ведомству взамен 38 десятин, которые последний передал под застройку Киевского политехнического института. С 1921 года — в составе Киева, с середины XX столетия — промзона.
Сохранилась часть старой промышленной застройки конца XIX — начала XX веков (наиболее компактно — вдоль улиц Гарматной, Полковника Шутова).